# El Carrizal, Huautla de Jiménez
El Carrizal är en ort i Mexiko.   Den ligger i kommunen Huautla de Jiménez och delstaten Oaxaca, i den sydöstra delen av landet, 280 km sydost om huvudstaden Mexico City. El Carrizal ligger 1 809 meter över havet och antalet invånare är 579.
Terrängen runt El Carrizal är kuperad åt nordost, men åt sydväst är den bergig. Runt El Carrizal är det ganska tätbefolkat, med 75 invånare per kvadratkilometer. Närmaste större samhälle är Huautla de Jiménez, 3,6 km nordost om El Carrizal. I omgivningarna runt El Carrizal växer i huvudsak städsegrön lövskog.